# Invisibile (Umberto Tozzi)
Invisibile è il nono album in studio di Umberto Tozzi, pubblicato nel 1987.

## Il disco
Il disco esce il 26 ottobre, a tre anni e mezzo di distanza dall'ultimo album di inediti e dopo i due singoli che già avevano riportato in auge Tozzi nella prima parte dell'anno: Si può dare di più, eseguita vittoriosamente a Sanremo in trio con Gianni Morandi ed Enrico Ruggeri, e Gente di mare, portata all'Eurovision Song Contest in duetto con Raf.
Oltre al solito Giancarlo Bigazzi, lo stesso Raf è coautore di tre brani dell'album, mentre l'ultimo pezzo porta anche la firma del chitarrista Mario Manzani. I temi sentimentali sono presenti in quasi tutte le tracce.
Nel disco trovano posto vari successi, tra i quali:  Se non avessi te, Immensamente, Io no (per la quale Tozzi realizzò un videoclip, per Il processo di Biscardi, dove giocava a pallone con Diego Armando Maradona), oltre a  Canzoni solitarie.

## Tracce
1. Se non avessi te
2. Canzoni solitarie
3. Al sud
4. Eclissi
5. Immensamente
6. Invisibile
7. China town
8. Un amore difficile
9. Io no

## Formazione
- Umberto Tozzi – voce
- Dado Parisini – tastiera, programmazione
- Pier Michelatti – basso
- Lele Melotti – batteria, percussioni
- Mario Manzani – chitarra, cori
- Raf – programmazione, cori
- Stephen Head – programmazione
- Betty Vittori, Giulia Fasolino, Danilo Amerio, Aldo De Scalzi, Claudio Guidetti – cori